# Thymus integer
{{#ifeq:0|0|{{#if:|{{#if:Thymusinteger|[[]}}|}}}}
Thymus integer (чебрець цілолистий) — вид рослин з родини глухокропивові (Lamiaceae), ендемік Кіпру. Етимологія: лат. integer — «цілий».

## Опис
Напівчагарник з розтягненими стеблами завдовжки до 5–10(20) см. Волосаті листки сидячі, від вузько ланцетних до лінійних, цілі, 3–10 × 1–2 мм. Квітки в кінцевих суцвіттях; чашечка дзвоноподібна, багрова, волохата; вінчик трубчастий, роздвоєний, рожевий або білий, довжиною 10–15 мм, трубка помітно довга і пряма. Плід — горішок. Цвітіння: лютий — червень. 

## Поширення
Ендемік Кіпру.
Населяє сухі схили та кам'янисті схили або краї соснових лісів на висотах від 100 до 1700 м.

## Використання
Цей вид використовується в традиційній медицині Кіпру.